# Мон-Трамблан
Мон-Трамблан (фр. Mont-Tremblant) — місто в Квебеку, Канада. Розташоване у 130-ти км (81 миль) на північний захід від Монреаля і у 140-ка кілометрах (87 миль) на північний схід від Оттави. Знаходиться біля підніжжя гори Мон-Трамблан. Населення — 9494 осіб.
Місто є найвідомішим гірськолижним курортом країни. Також тут розташований однойменний автодром.